# Gare de La Hume
La gare de La Hume est une gare ferroviaire française de la ligne de Lamothe à Arcachon, située sur le territoire de la commune de Gujan-Mestras, dans le département de la Gironde en région Nouvelle-Aquitaine.
C'est une gare de la Société nationale des chemins de fer français (SNCF) desservie par des trains RER métropolitain de Bordeaux.

## Situation ferroviaire
Établie à 5 mètres d'altitude, la gare  de La Hume est située au point kilométrique (PK) 52,542 de la ligne de Lamothe à Arcachon, entre les gares de Gujan-Mestras et de La Teste.

## Fréquentation
De 2015 à 2023, selon les estimations de la SNCF, la fréquentation annuelle de la gare s'élève aux nombres indiqués dans le tableau ci-dessous.
| Année                     | 2015    | 2016    | 2017    | 2018    | 2019    | 2020    | 2021    | 2022    | 2023    |
| ------------------------- | ------- | ------- | ------- | ------- | ------- | ------- | ------- | ------- | ------- |
| Voyageurs                 | 126 981 | 119 166 | 122 964 | 125 580 | 151 361 | 94 411  | 121 084 | 159 229 | 176 379 |
| Voyageurs + non voyageurs | 158 726 | 148 957 | 153 705 | 156 975 | 189 202 | 118 014 | 151 355 | 199 037 | 220 474 |

## Service des voyageurs

### Accueil
Gare SNCF, elle dispose d'un bâtiment voyageurs, avec guichet, ouvert du 1er mai au 30 septembre, du lundi au vendredi et fermé les samedis, dimanches et jours fériés. Elle est équipée d'automates pour l'achat de titres de transport.

### Desserte
La Hume est desservie par nombreux trains TER Nouvelle-Aquitaine de la relation Bordeaux-Saint-Jean - Arcachon.

### Intermodalité
Un parc pour les vélos et un parking pour les véhicules y sont aménagés. 
Elle est desservie par des bus du réseau des Transports en commun d'Arcachon, ligne Baïa 4 et 7.